# Cast
Cast (bret. Kast) – miejscowość i gmina we Francji, w regionie Bretania, w departamencie Finistère.
Według danych na rok 1990 gminę zamieszkiwało 1545 osób, a gęstość zaludnienia wynosiła 41 osób/km² (wśród 1269 gmin Bretanii Cast plasuje się na 406. miejscu pod względem liczby ludności, natomiast pod względem powierzchni na miejscu 169.).